# Ratz (Partei)
Die Ratz (hebräisch רַצ), eigentlich Bewegung für Bürgerrechte und Frieden (hebräisch הַתְּנוּעָה לִזְכֻּיּוֹת הָאֶזְרָח וּלְשָׁלוֹם HaTnūʿah liS[ə]chujjōt haʾEsrach ūlSchalōm), ist eine ehemalige israelische Partei. Sie wurde 1973 von der ehemaligen HaMaʿarach-Abgeordneten und Menschenrechtspolitikerin Schulamit Aloni, als diese sich mit ihrer Partei überworfen hatte, im Vorfeld der Wahlen zur 8. Knesset gegründet und gehörte zum linken Parteienspektrum. Die Lettern ‹ר› (Rejsch, wie רְשִׁימָה Rəschīmah, deutsch ‚Liste‘) und ‹צ› (Zadej, Bedeutung unklar), die auf den Wahlzetteln als Kürzel genutzt wurden, ergaben silbisch ausgesprochen den Namen der Partei. Sie war in den Wahlen zur achten bis zwölften Knesset erfolgreich. Ihr bestes Ergebnis hatte sie bei den Wahlen zur zwölften Knesset, wo sie 4,3 % der Stimmen errang und mit fünf Sitzen in der Knesset fünftstärkste Fraktion war. Ratz, Mapam und Schinui gründeten 1992 anlässlich der Wahlen zur 13. Knesset das Wahlbündnis Meretz, das im Februar 1997 eine eigene Partei wurde.

## Politische Positionen
Ratz war die erste politische Partei Israels, die von einer Frau gegründet wurde. Zu ihren politischen Schwerpunkten gehörten der Einsatz für Menschenrechte und die Rechte von Frauen. Zu ihren Kandidatinnen gehörte auch die Feministin Marcia Freedman, die Mitglied der 8. Knesset war. Ein Themenschwerpunkt war nicht nur die formale und rechtliche Gleichberechtigung der Geschlechter, Fragen des Heirats- und Scheidungsrechts, sondern auch die Thematisierung der Gewalt gegen Frauen in der Familie und Themen der strukturellen Geschlechterungleichheit.
Als Teil der Friedensbewegung in Israel war die Ratz gegen die israelische Besetzung der Westbank und des Gazastreifens und für einen Friedensschluss mit der PLO.
Ein weiteres Anliegen der Partei war der Einsatz für eine geschriebenen Verfassung, die strikte Trennung von Staat und Religion, der Einsatz gegen Korruption und zeitweilig ein Eintreten für eine Wahlrechtsreform.

## Entwicklung
Nach dem Scheitern der 16. israelischen Regierung, die von Golda Meʾir am 10. März 1974 gegründet worden war, beteiligte die Ratz sich kurzzeitig vom 3. Juni 1974 bis zum 6. November 1974 an der darauf folgenden Koalitionsregierung unter Jitzchak Rabin. In dieser Zeit war Aloni Ministerin ohne Geschäftsbereich. Sie verließ die Koalition, nachdem die Nationalreligiöse Partei der Regierung beigetreten war. Kurzfristig bildete die Ratz zusammen mit Arje Eliav vom HaMaʿarach die Jaʿad (hebräisch יַעַד ‚Ziel‘; Jaʿad – Bürgerrechtsbewegung, יַעַד – הַתְּנוּעָה לִזְכֻּיּוֹת הָאֶזְרָח Jaʿad – HaTnūʿah liS[ə]chujjōt haʾEsrach), bis Eliʾav zusammen mit Freedmann die Ratz verließ und eine eigene Fraktion begründete.
Bei den folgen Wahlen zur 9. und 10. Knesset schaffte die Partei jeweils nur knapp den Einzug in die Knesset und war dort von Aloni vertreten. Nach dem Zusammenschluss mit einer weiteren Kleinpartei (Scheli hebräisch של״י), ein Akronym für Schalom ləJisraʾel (hebräisch שָׁלוֹם לְיִשְׂרָאֵל ‚Friede für Israel‘) vor den Wahlen zur 11. Knesset konnte die Ratz drei Sitze für sich gewinnen, von denen einer an das frühere Scheli-Mitglied Ran Cohen ging. Darüber hinaus traten zwei weitere Knessetmitglieder im Verlauf der Wahlperiode bei: Jossi Sarid verließ HaMaʿarach, und Mordechai Wirshubski, einer der Mitbegründer der zionistisch-liberalen Schinnui-Partei wechselte zur Ratz. Bei den nächsten Wahlen zur 12. Knesset am 1. November 1988 erzielte die Partei ihr bislang bestes Ergebnis mit 4,3 und konnte diese fünf Sitze behalten.
Vor den nächsten Wahlen zur 13. Knesset, die am 23. Juni 1992 stattfanden, schlossen Mapam, Schinnui und Ratz sich zu einem Wahlbündnis mit dem Namen Meretz (deutsch Energie) zusammen, das mit 12 Sitzen drittstärkste Fraktion der Knesset wurde. Anfänglich behielten die Parteien ihre Unabhängigkeit in dem Bündnis, fusionierten dann aber 1997 zu einer Partei unter dem neuen Namen.

## Wahlergebnisse im Überblick
| Knesset     | Ergebnis in % | Anzahl der Sitze (Vor der nächsten Wahl) | Abgeordnete Bei- oder Austritte                                                | Anmerkungen |
| ----------- | ------------- | ---------------------------------------- | ------------------------------------------------------------------------------ | --- |
| 8. Knesset  | 2,2           | 3 (2)                                    | Schulamit Aloni, Boaz Moav Marcia Freedman                                     | Marcia Freedmann gründete zusammen mit Arje Eliav die Social-Democratic Faction.                                             |
| 9. Knesset  | 1,2           | 1 (1)                                    | Schulamit Aloni                                                                | |
| 10. Knesset | 1,4           | 1 (1)                                    | Schulamit Aloni                                                                | |
| 11. Knesset | 2,4           | 3 (5)                                    | Schulamit Aloni, Mordechai Bar-On, Ran Cohen Jossi Sarid, Mordechai Virshubski | David Zucker rückte am 26. November 1986 für Bar-On nach Sarid war vorher Mitglied von HaMaʿarach und Virshubski von Schinui |
| 12. Knesset | 4,3           | 5 (5)                                    | Schulamit Aloni, Ran Cohen, Jossi Sarid, Mordechai Virshubski, David Zucker    | |